# 蒙特霍德铁尔梅斯
蒙特霍德铁尔梅斯，是西班牙卡斯蒂利亚-莱昂索里亚省的一个市镇。总面积167平方公里，总人口233人（2001年），人口密度1人/平方公里。